# Bottnaryds församling
Bottnaryds församling var en församling i Skara stift inom Svenska kyrkan. Församlingen uppgick 2002 i Norra Mo församling.
Församlingen låg i Jönköpings kommun i Jönköpings län.
Församlingskyrka var Bottnaryds kyrka.

## Administrativ historik
Församlingen har medeltida ursprung. 
Församlingen var till 2002 moderförsamling i pastoratet Bottnaryd, Mulseryd och Angerdshestra. Pastoratet omfattade också fram till omkring 1550 Älgaryds församling, Nackebo församling och tidigt även Jära församling. Omkring 1550 uppgick Älgaryd och Nackebo församlingar i Bottnaryds församling. År 1732 utbröts Bjurbäcks församling ur Bottnaryd och ingick sedan i pastoratet till 1962. År 2002 uppgick Bottnaryds församling i Norra Mo församling.
Församlingskod var 068021.

## Kyrkoherdar
| Ämbetstid | Namn                      | Levnadstid | Övrigt                                       |
| --------- | ------------------------- | ---------- | -------------------------------------------- |
| 1350      | Brynolfus                 |            |                                              |
|           | Simon                     |            |                                              |
|           | Steno Munk                |            |                                              |
| 1544–1556 | Rasmus                    |            |                                              |
|           | Petrus                    |            |                                              |
| 1593–1616 | Bero Johannis             | –1642      |                                              |
| 1616–1655 | Gunnarus Israelis         | 1589–1655  |                                              |
| 1655-1690 | Andreas Andreæ            | 1612–1690  |                                              |
| 1691–1708 | Sveno Gunnarinus          | 1641–1708  | Kontraktsprost.                              |
| 1709–1724 | Petrus Blidberg           | 1682–1724  |                                              |
| 1725–1757 | Peter Faegersten          | 1686–1757  |                                              |
| 1758–1797 | Per Blidberg              | 1715–1797  |                                              |
| 1798–1824 | Carl Blomberg             | 1743–1824  |                                              |
| 1827–1834 | Anders Sandahl            | 1772–1834  |                                              |
| 1838–1846 | Anders Wetterqvist        |            | Senare kyrkoherde i Ådals-Lidens församling. |
| 1846–1866 | Johan Magnus Schagerström | 1781–1866  |                                              |
| 1869–1888 | Per August Söderlund      | 1809–1888  |                                              |

## Organister
| Period    | Namn               | Levnadstid | Övrigt   |
| --------- | ------------------ | ---------- | -------- |
| 1750–1791 | Nils Wollin        | 1725–1791  | Organist |
| 1792–1793 | Per Adolf Rylander |            | Organist |
| 1798–1806 | Per Widerström     | 1776–1806  | Organist |
| 1806–1860 | Gustav Holmberg    | 1783–1860  | Organist |

## Areal
Bottnaryds församling omfattade den 1 november 1975 (enligt indelningen 1 januari 1976) en areal av 151,6 kvadratkilometer, varav 145,1 kvadratkilometer land.